# Annals of Mathematics
Annals of Mathematics è una delle più prestigiose e importanti riviste di matematica del mondo. Viene pubblicata ogni due mesi a partire dal 1884. Originaria dell'Università della Virginia, e quindi passata all'Università di Harvard, è stabilmente pubblicata dall'Università di Princeton dal 1914, e in collaborazione con l'Institute for Advanced Study dal 1933.
Gli editor attuali dell'Annals of Mathematics sono  Nick Katz, Sergiu Klainerman, Fernando Codá Marques, Assaf Naor, Peter Sarnak e Zoltán Szabó, tutti afferenti all'Università di Princeton.
La rivista ha ospitato nel numero 141 del 1995 la dimostrazione dell'ultimo teorema di Fermat, ad opera di Andrew Wiles.